# 3871 Рейц
3871 Рейц (3871 Reiz) — астероїд головного поясу, відкритий 18 лютого 1982 року.
Тіссеранів параметр щодо Юпітера — 3,132.